# マックス・アイティンゴン

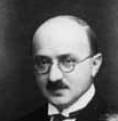
マックス・アイティンゴン

マックス・アイティンゴン（Max Eitingon、1881年6月26日 - 1943年7月30日）は、ロシア出身の精神科医、精神分析学者。

## 生涯
ユダヤ人としてベラルーシのモギレフに生まれる。父ハイム・アイティンゴンは敬虔なユダヤ教徒かつシオニストで、毛皮商人として成功し、ニューヨークやパリ、ロンドン、ウージ、ストックホルムに事業を展開していた。
1893年、父の事業の本拠地がライプツィヒに移転したため、一家でドイツに移住。ギムナジウムを中退後、聴講生としてライプツィヒ大学やハレ大学に学んだ後、1902年にハイデルベルク大学へ入り、医学を学ぶ。1904年から1905年にかけてチューリヒに医学留学。1906年から1908年にかけてブルクヘルツリ精神病院で助手を務める。
師オイゲン・ブロイラーの影響でジークムント・フロイトの学説に傾倒するようになり、ブロイラーとユングの創設による精神分析学サークルに参加。1907年初頭にフロイトと初めて面会を果たし、ウィーンにおけるPsychologischen Mittwoch-Gesellschaft（水曜心理学協会）の会員となった。学位取得後、1909年にベルリンへ移り、ヘルマン・オッペンハイムの医院で神経学の訓練を積む。同年に彼がフロイトから受けた訓練分析は、のちにアーネスト・ジョーンズから「精神分析学史上最初の訓練分析」と呼ばれた。この分析は、彼とフロイトがウィーンの街を夕方散歩する間におこなわれ、5週間から6週間続いた。
1911年に精神分析医として開業。この時期から、ベルリンの精神分析家協会で顔役の一人と認められるようになる。しかし草創期の精神分析学に対する彼の功績は学問的な性質のものではなく、むしろ組織運営者として貢献した面が大きかった。また、師フロイトの学説に対する忠誠ぶりは門人の中でも群を抜いていたといわれる。
ユングが国際精神分析家協会（IPA）を脱退してから、アイティンゴンは同協会の秘書の役割を引き継いだ。1920年、ベルリンにてカール・アーブラハムと共に世界初の精神分析総合医院を設立。これによって、1918年にフロイトがIPAブダペシュト会議の席で示した"万人に開かれた精神分析学"という理念を現実のものとした。1920年に国際精神分析学出版社が設立されてからは、顧問として同社に参加。のちには経営面に携わり、私財で同社を援助したこともあったが、1932年に同社が倒産の危機に瀕したため、手を引くことを余儀なくされた。
この間、1924年夏には、フロイトと決裂したオットー・ランクの後任として、シャーンドル・ラドーやシャーンドル・フェレンツィと共にInternationalen Zeitschrift für Psychoanalyse（精神分析学国際雑誌）の編集者に任命された。1925年にアーブラハムが早世してからは、IPAおよびベルリン精神分析家協会の指導者となった。
この他、後進分析家たちの育成を志して国際訓練委員会（ITC）を設立したのもアイティンゴンの業績である。彼はIPA内部においてベルリン派の覇権を確立せんと意図していたが、この企てはニューヨーク精神分析家協会からの猛反発を受けて頓挫のやむなきに至った。そんな中、大恐慌の煽りを受けてアイティンゴンの家業が傾いたため、精神分析学運動に対して従来のように出資を続けることは不可能になり、そのために運動内部での彼の影響力は薄れて行った。国際精神分析学出版社がフロイトの息子マルティーンの指導下に入り、精神分析学国際雑誌の編集部がベルリンからウィーンに移されたのはその象徴である。IPA理事長の地位を去らなければならなかったアイティンゴンは、ITCとベルリン協会での議長の椅子を辛うじて守り抜いたが、やがてナチが台頭すると、それらも手離す他なくなった。1933年にドイツを去ってエルサレムに移住した後は、パレスチナ精神分析家協会を設立した。
1938年夏にパリを訪れた際、重篤な心臓発作を起こし、これ以後健康を恢復することができなかった。彼はエルサレムで死去したとき、62歳だった。